# Altes Greetsieler Sieltief
L'Altes Greetsieler Sieltief  (en baix alemany olde Greetsieler Sieldeep) és un curs d'aigua que desguassa els pòlders del Krummhörn, Hinte i Widrum. Bifurca del Knockster Tief al poble de Loppersum.
La forma irregular indica que es tracta almenys parcialment d'un antic priel (una rasa natural, fet per la marea) que des del segle x es va canalitzar quan es van crear els pòlders per guanyar terra fèrtil al mar i més tard també per al transport de mercaderies en una zona de terres humides amb cap o gaire infraestructura viària.
Els pocs camins existents –més de llot que de terra batuda– no eren gaire practicables. Només des del 1899 quan es va estrenar el carrilet Emden-Pewsum, i perllongat el 1906 cap a Greetsiel, el paper per al transport va minvar fins a desaparèixer al tombant de la segona guerra mundial, quan el transport per camió va significar la fi de la navegació i poc després del carrilet. Segons la nomenclatura és considerat un heavily modified waterbody, o sia un curs natural molt modificat per l'home.

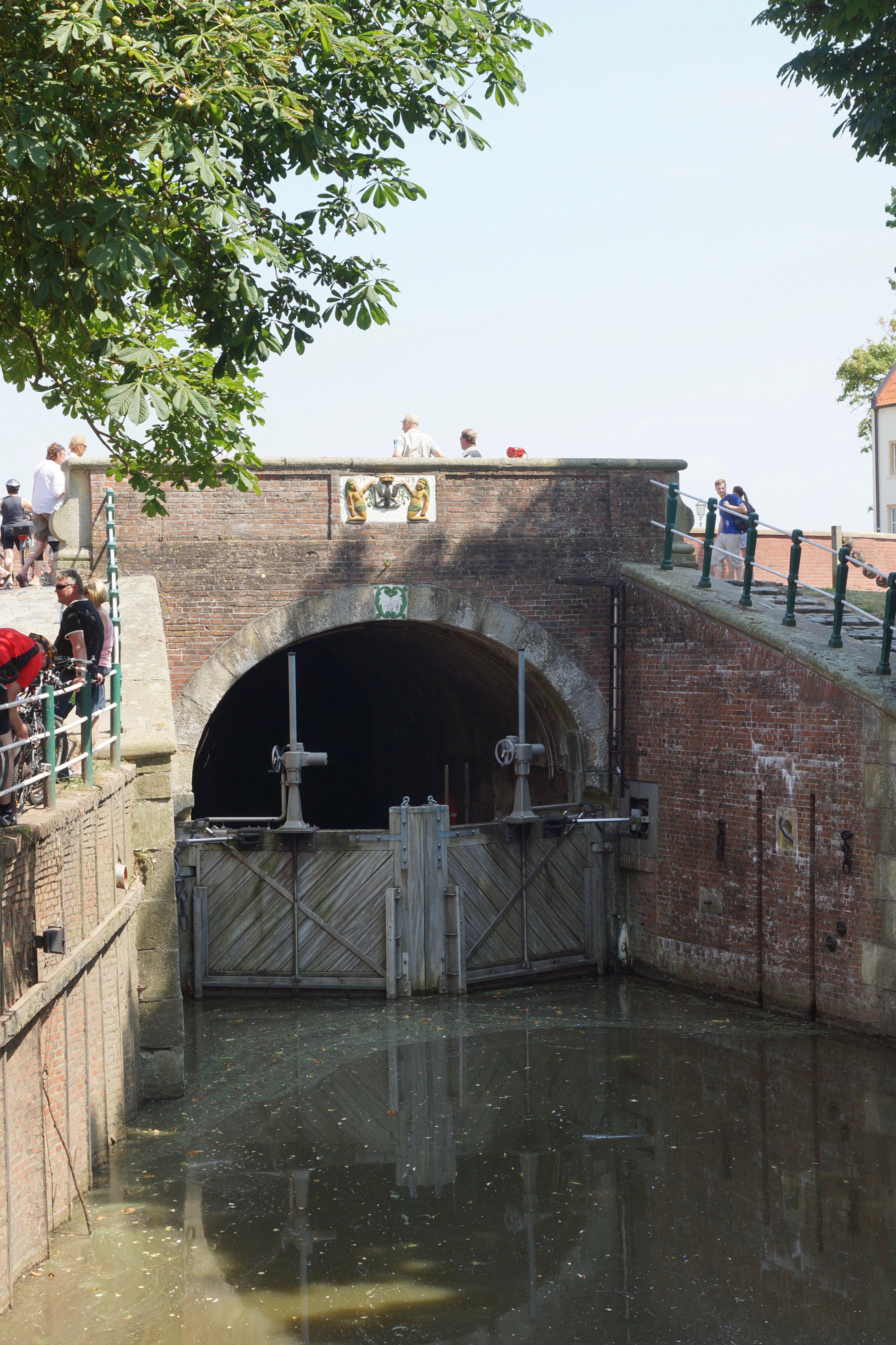
L«altes Siel» o vella resclosa de desguàs

Fins al 1957 només desguassava mitjançant dues rescloses de desguàs a Greetsiel, que només es podien obrir a baixamar. Aquest any s'hi va afegir una estació de bombament, el Schöpfwerk Greetsiel independent de la marea. La resclosa es va tancar el 1996. La van reobrir el 1996, tot i que només desguassa uns deu per cent del cabal total. A més de tornar vida a una construcció monumental, en funcionar només amb les forces de la gravetat, permet estalviar energia a l'estació de bombament.
Segons un informe del 2016, la qualitat de l'aigua i la biodiversitat no és satisfactòria, prop de considerar-se dolenta. La supressió de zones de transició amb ribes amb un declivi lleuger entre el curs d'aigua i les terres de conreu i els prats, han destruït el biòtop per la flora i la fauna riberenca. A més, impedeix el creixement espontani d'un bordó de senill que té capacitat autonetejant. A tots aquests problemes s'ha d'afegir l'efecte negatiu de l'eutrofització.

## Afluents principals
- Abelitz
- Canhuser Tief
- Uttumer Tief
- Durchstich
- Wolderschloot
- Schoonorther Polderschloot